# Laterallus
Laterallus é um género de aves da família Rallidae. O grupo inclui 9 espécies extantes de sanãs. Os representantes do gênero também são conhecidos pelos termos frango-d'água, galinhola, pinto-d'água, açaná, açanã e saracura-da-canarana.

## Espécies
- Sanã-parda, Laterallus melanophaius
- Sanã-do-capim, Laterallus exilis
- Açanã-preta, Laterallus jamaicensis
- Sanã-vermelha, Laterallus leucopyrrhus
- Sana-de-cara-ruiva, Laterallus xenopterus
- Laterallus fasciatus
- Laterallus levraudi
- Laterallus ruber
- Laterallus albigularis
- Laterallus spilonotus
- Laterallus tuerosi
- Laterallus viridis
- Laterallus rogersi[2]